# お手々つないで
『お手々つないで』（おててつないで）は、1977年11月1日から1978年3月28日まで（全21回）、火曜日の20:00 - 20:54にテレビ朝日系列で放送されたテレビドラマ。主演は、森繁久彌。名古屋テレビ開局15周年記念番組。当時のテレビ朝日系列局（名古屋テレビ、北海道テレビ、東日本放送、テレビ朝日、朝日放送、広島ホームテレビ、瀬戸内海放送、九州朝日放送）の8社共同制作。

## 概要
孤高の老画家と汚れを知らない記憶喪失の娘との心のふれあいを描くヒューマンコメディー。

## 放映リスト・サブタイトル
参考：
1. 11/ 1    ※サブタイトルなし。
2. 11/ 8    ※サブタイトルなし。
3. 11/15   ※サブタイトルなし。
4. 11/22   ※サブタイトルなし。
5. 11/29 「咲子の過去を高原に」
6. 12/6   「落選万歳！うれし泣き」
7. 12/13 「尾道に咲子の親が…」
8. 12/20 「珍道中！名古屋の個展」
9. 12/27 「サンタ・苦労ス!」
10. 1/10  「あの人は…咲子の姉？」
11. 1/17  「スキ・スキ・スキヤキ！」
12. 1/24  「恋だ・愛だ・勘違い！」
13. 1/31  「パパはおじいちゃん！」
14. 2/ 7   「合言葉は山・川」
15. 2/14  「ヤッタゼ・ビーナス！」
16. 2/21  「アー無残・オー謀反」
17. 2/28  「おめでた・結婚また結婚」
18. 3/ 7   「緊急事態・緊急指令！」
19. 3/14  「帰ってきたかぐや姫」
20. 3/21  「春よ恋・恋！」
21. 3/28  「朝陽の中から…！」

## 出演
参考：
- 老画家・原洋介（64）：森繁久彌
- 咲子（22）：中川七瀬
- 源徳（46）：芦屋雁之助
- 啓子（26）：榊原るみ
- 青井正一（51）：中条静夫
- カネ子（26）：岩井友見
- 弓子（30）：泉ピン子
- 岩谷（32）：長谷川哲夫
- トミ子（40）：高田敏江
- 大東病院長：斎藤茂太（特別出演）
- 放浪画家・水島八一（34）：小野寺昭
- 孔雀荘のママ・須川マミ（36）：小川真由美
- 堀内正美
- 加藤健一
- 紀比呂子
- 船戸順

## スタッフ
参考：
- 原作・脚本：高橋玄洋
- プロデューサー：和久哲也
- 制作：池田八朗
- 音楽：岩代浩一
- 演出：山本隆則
- 主題歌：「いつか別れの」（作詞：高橋玄洋、作曲：小林亜星、歌：チェリッシュ）
- 制作：名古屋テレビ（幹事局）、北海道テレビ、東日本放送、テレビ朝日、朝日放送、広島ホームテレビ、瀬戸内海放送、九州朝日放送、出海企画